# IC 2057
IC 2057 — галактика типу S? (спіральна галактика) у сузір'ї Телець.
Цей об'єкт міститься в оригінальній редакції індексного каталогу.